# Stenens hjärta
Stenens hjärta var en vandringsutställning som turnerade i Sverige mellan åren 1979 och 1985 och riktade sig till elever i högstadiet, men också till barn och ungdomar i största allmänhet. Utställningen baserades på verk av konstnären Peter Tillberg och producerades av den statliga myndigheten Riksutställningar. Målsättningen med Stenens hjärta var att stimulera de ungas egna kreativitet och skaparkraft.

## Bakgrund
Stenens hjärta var en del av Riksutställningars verksamhet med fokus på barn och unga. Arbetet på temat ungas kreativitet och skapande startade 1966 med vandringsutställningen Upptäcka – uppleva, som togs fram av Riksutställningar och föreningen Konst i skolan. Året därpå inleddes ett längre samarbete med föreningen Konst i skolan, vilket resulterade i ett pilotprojekt om barn och konst i slutet på 1970-talet. Riksutställningar ville utveckla utställningsformen som en undervisningsmetod i skolan – utställningsarbete skulle bidra till en ”skapande och kunskapsinhämtande process”.
Ett antal utställningar producerades med verk av samtida, svenska konstnärer, som fick besöka några av landets skolor för att berätta om sina konstnärskap. En konstpedagog informerade om vilka tekniker som hade använts och lärare skulle bidra till en fördjupning i verken. Syftet var att försöka öka de ungas intresse för konst och skapande. Bland annat fick eleverna prova på att måla själva med de material och tekniker som den besökande konstnären hade använt sig av.
Första utställningen i projektet var Stenens hjärta. Efter de inledande utställningarna fick projektet fick ingen fortsättning. Kostnaden för att anställa en konstpedagog som följde med på utställningsturnéerna bedömdes av de ansvariga som för hög.

## Tema
Tematiken i Stenens hjärta byggde på en strävan efter att förstärka barn och ungas kreativitet och skaparglädje, och att öka deras intresse för konst – både att skapa sin egen och att ta del av andras. För att entusiasmera eleverna engagerades konstnären Peter Tillberg som åtog sig att resa runt till skolor i Sverige och berätta om sitt arbete för eleverna och delta i deras skapande på plats.

## Produktion
Pilotprojektet omfattade ett antal utställningar där de utställda bilderna blev grunden för konstnärens möte med skoleleverna.
Den första utställningen var Stenens hjärta. Det var en utställning som var avsedd för ungdomar i ungdomars egna miljöer, det vill säga främst skolor och fritidsgårdar. Den bestod av 26 förstoringar av fotografier som Carl Henrik Tillberg hade tagit av Peter Tillbergs kolteckningar, som föreställde stenar och ansikten. Förstoringarna monterades på skärmar med måtten 90 gånger 120 centimeter, som i sin tur fördelades på två kubkonstruktioner av trä. Storleken på de kubliknande ställningarna var 2,5 gånger 2,5 meter med en höjd på 2,4 meter. Vikten var 429 kilogram och volymen angavs till 2,6 kubikmeter. Antalet kollin var 3 lådor för skärmar och 4 påsar för trästativ. Till utställningen hörde också en introduktionsskärm med en golvlåda fylld med sten.
Golvytan som krävdes för Stenens hjärta angavs till cirka 50 kvadratmeter, ”gärna större”. Utställningen kunde också delas på två rum vid behov. Tiden för upp- och nermontering av Stenens hjärta var enligt instruktionerna omkring en timme för minst två personer, enligt de anvisningar som medföljde.
Till utställningen hörde musik som Leo Nilson hade skrivit för bilderna, om den lokala utställaren kunde ordna fram en bandspelare. Ingick gjorde också den 35 minuter långa tv-filmen Den stora stenen från 1976, av Anders Wahlgren om Peter Tillberg och hans måleri, om ”videoanläggning” fanns att tillgå på plats.
I en så kallad undervisningsväska – stor, platt, svart – fanns en presentation av Peter Tillbergs tidigare konstnärskap, bland annat i form av diabilder, kataloger och reproduktioner, men även en arbetsbok med material som hade samlats in under produktionen av utställningen och som kunde inspirera publiken till olika tolkningar av de visade bilderna. Det kunde exempelvis handla om dikter eller olika citat.
Med utställningen Stenens hjärta följde också en särskilt framtagen lärarhandledning för användning i skolan.

## Turné
Pilotprojektet för att utveckla utställningsverksamhet i samarbete med skolor började med Stenens hjärta, som turnerade mellan 1976 och 13 oktober 1985. Turnéläggare var Aina Bjerk.
Pilotprojektet innebar bland annat möjligheten att den aktuella konstnären besökte en skola under minst en dag. En konstpedagog skulle inspirera eleverna och läraren skulle bidra till en fördjupning i konstnärens bilder, i det här fallet Peter Tillbergs verk.
Pedagogen berättade om tekniken bakom verken i Stenens hjärta. Eleverna fick sedan prova samma typ av material och tekniker som Peter Tillberg hade använt sig av. De fick i uppgift att måla ett ansikte och skriva en berättelse om innehållet i något av de utställda verken.

Peter Tillberg beskrev sin arbetsmetod så här i en pressrelease:
Med en bit ritkol svärtar jag in pappret slumpvis, ofta i stora drag över hela ytan. Tack vare ateljéväggens skrovliga yta bildas överraskande fläckar, mönster och linjer på pappret. Jag fortsätter tills det ur fläckarna växer fram något som är igenkännligt. Då försöker jag förtydliga det och ta fram det som jag ser och känner i bilden. Ofta blir det ansikten, men det kan också förbli ett slags oformliga, abstrakta väsen, som aldrig riktigt visar sig men ändå känns lika självklara som ett ansikte med ögon, näsa, mun; jag kallar dem stenar./.../Så fortsätter jag med den ena bilden efter den andra utan andra tankar på vad jag gör än de som föds under arbetet med bilden. Varje bild är ett försök att komma bort från det medvetet överlagda och planerade. Jag vill att bilden ska vara lika självklar som stenarna på marken.../.../
Bilder som väckte särskilt intresse bland eleverna togs upp för diskussion i klassen. Många skrev också ett brev till konstnären där de kommenterade sina upplevelser och ställde frågor, av olika slag.

Så här såg ett av breven från eleverna ut, publicerat i publikationen På gång nummer 10, 1980:
Jag kommer från Björsjöskolan i Gävle. Här på Björsjöskolan hade vi en utställning, jag tycker teckningen med Jonas och tv:n var bäst. En del i min klass tror att du har fotograferat tv och målat det andra. Har du det? Nästan alla ansikten tycker jag ser plågade ut. Jag tycker att dom flesta ansikten såg ut som slavar. Jag fattar inte hur du kan framställa sådana bilder. Jag försökte och fick fram en häxa. Fast den blev inget bra så jag slängde den. Kan du inte försöka ändra på dina ansikten så dom ser lite gladare ut? Snälla Peter försök och skriva svar på mina frågor du har ju min adress.
Lärdomarna och reaktionerna från utställningen ledde till att Riksutställningar ville fortsätta ”experimentet Stenens hjärta” med ett projekt i samma form, med konstnären Petter Zennström. Det skulle leda till vandringsutställningen Dödens nyheter.
Här nedan redovisas de platser som Stenens hjärta besökte 1976 till 1985, enligt turnéplanerna:

### 1976
- Gävle, Gävle museum 21/8-14/9.
- Gävle, Sätra bibliotek 16/9-5/10.
- Ludvigsberg, 7/10-22/10.
- Hofors, Huvudbiblioteket 26/10-11/11.
- Sandviken, biblioteket, Folkets hus 13/11-21/12.[15]

### 1977
- Söderhamn 10/1-8/2.
- Hudiksvall 10/2-17/3.
- Nordanstig 19/3-31/3.
- Ljusdal 2/4-30/4.
- Bollnäs 3/5-31/5.
- Alfta 2/6-15/6.[16]

### 1980
- Sandviken, Sandvikens konsthall 14/1-8/2.
- Gävle, Gävle missionsförsamling 10/2-2/3.
- Falun, Dalarnas museum 7/3-30/3.
- Angered, Blå stället 8/4-11/5.[2][17]
- Uppsala, Wiks folkhögskola 22/9-5/10.
- Skinnskatteberg, Skinnskattebergs folkhögskola 13/10-26/10.
- Örebro, Örebro skolstyrelse 3/11-30/11.[18]

### 1981
- Huddinge, Huddinge kulturnämnd 31/8-13/9
- Tyresö, Tyresö kommunbibliotek 15/9-29/9
- Ulricehamn, Stenbocksskolan 5/10-25/10
- Bollnäs, Torsbergsskolan 2/11-30/11[19]

### 1982
Växjö, Växjö skolstyrelse 11/1-10/6:
- Fagrabäck skolstart vecka 2-28/1
- Araby 28/1-18/2
- Norregård 18/2-18/3
- Teleborg 18/3-8/4
- Bergunda 8/4-6/5
- Lammhult 6/5-19/5
- Braås 19/5-10/6[19]

Därefter:
- Matfors, Matfors konstförening 13/9-28/9
- Avesta, Avesta bibliotek 5/10-3/11
- Vallentuna, Hjälmstaskolan 11/11-24/11
- Täby, Täby kulturcentrum 27/11-12/12[20]

### 1983
- Gamleby, Åbyskolans bibliotek 10/1-23/1
- Forsa, Forsa folkhögskola 31/1-2/3
- Kumla, Kumla bibliotek 12/3-29/3
- Mariestad, Mariestads kulturnämnd 5/4-29/5[20]
- Bro, Upplands bro bibliotek 29/8-25/9
- Sundbyberg, Lötsjögårdens ålderdomshem 27/9-11/10[21]

### 1984
- Visby, Gotlands länsbibliotek 9/1-22/1
- Oxelösund, Frösängsskolan 30/1-12/2
- Huddinge, Huddingegymnasiet 24/4-13/5[21]

### 1985
- Västerås, Västerås konstmuseum 20/8-2/1
- Blomstermåla, Krumgårdsskolan 7/1-5/2
- Färjestaden, Färjestadens bibliotek 11/2-24/2
- Piteå, Piteå kommunbibliotek 11/3-21/3
- Älvsbyn, Folkets hus 28/3-18/4
- Vikingstad, Lunnevads folkhögskola 29/4-20/5
- Alfta, Alfta bibliotek 28/5-23/6
- Edsbyn, Edsbyns bibliotek 23/6-30/7[22]
- Stockholm, Östermalms gymnasium 30/9-13/10[23]

Efter att turnén var över 1985 lades ett förslag från Riksutställningars sida att utställningen Stenens hjärta skulle upplösas, eftersom den var sliten. Förslaget antogs och upplösning skedde två dagar efter att turnén formellt hade avslutats,  det vill säga 15 oktober 1985.

## Reaktioner
Dagens Nyheter, 1980-01-12:
Det är många som tecknar gubbar och figurer när de sitter och lyssnar på någon, väntar i telefon, hör ett föredrag, vilar huvudet. Konstnären Peter Tillberg kom för halvtannat år sedan på att det gjorde han med./.../Peter Tillberg visade sina kolteckningar hos Riksutställningar på Gärdet och berättade om dem. Utställningen går nu direkt till Sandviken. Med följer en resande konstpedagog, Yvonne Eriksson, och Peter Tillberg själv. Det har nämligen redan visat sig att ungdomar blivit särskilt intresserade av de ansikten som kommit fram ur Peter Tillbergs kol. De säger att det ansiktet har jag sett, honom känner jag, henne har jag sett flera gånger. Och ungdomar skriver berättelser om ansiktena. – Det betyder att man kan låta skolelever ta hand om en bild och tolka in dess öden, säger Peter Tillberg./.../Utställningen är i första hand för barn och ungdomar och den vandrar denna vår från Sandviken till Gävle, Falun och Angered i Göteborg.

## Ekonomi
En budget för Stenens hjärta angav i oktober 1979 produktionskostnaderna till totalt 22 000 kronor. Kostnaderna för distribution i samma budget beräknades till totalt 18 500 kronor. Ytterligare 3 000 kronor avdelades till aktiviteter för invandrare. En efterkalkyl justerade produktionsbudgeten till 25 000 kronor och distributionsbudgeten till 20 500 kronor.
Kostnaden för budgetåret 1980-1981 uppgavs till 74 000 kronor. Lärarhandledningen trycktes i 2 000 exemplar och kostade totalt 23 000 kronor att framställa.
För utställningstiden 1983-01-01 till 1983-12-31 fick Peter Tillberg 4 000 kronor som ersättning för användande av bilder till utställningen Stenens hjärta. För samma period fick Leo Nilsson 2 000 kronor som ersättning för musiken. Carl Henrik Tillberg fick för samma period 4 000 kronor som copyrightersättning för användande av 24 negativ i utställningen.
Hyran för Stenens hjärta var fastställdes till 300 kronor för en period på 14 dagar, plus kostnaden för frakten till nästa ort. Senare höjdes hyran till Riksutställningar reserverade sig mot eventuella prishöjningar. Om den lokala arrangören dessutom ville ha besök av konstnären, Peter Tillberg, och en särskild introduktion för lärare tillkom kostnader enligt överenskommelse.
Skador kan drabba en utställning på turné, vilket Riksutställningar hade upplevt nyligen med vandringsutställningen Karameller, kola och choklad, 1978. Stenens hjärta var därför allriskförsäkrad.